# Hobe Sound
Hobe Sound est une census-designated place américaine située dans le comté de Martin, en Floride.

## Démographie
| 2000   | 2010   | - | - | - | - |
| ------ | ------ | - | - | - | - |
| 11 261 | 11 521 | - | - | - | - |

## Source
- (en) Cet article est partiellement ou en totalité issu de l’article de Wikipédia en anglais intitulé « Hobe Sound, Florida » (voir la liste des auteurs).